# Иран на летних Олимпийских играх 2008
Иран на летние Олимпийские игры 2008 был направлен Национальным олимпийским комитетом Исламской республики Иран. В заявке Ирана было представлено 55 спортсмена в тринадцати видах спорта, которые завоевали две медали.

## Призёры

### Золото
| Золото |            |                         |
| №      | Спортсмены | Вид спорта (дисциплина) |
| 1      | Хади Саеи  | Тхэквондо (до 80 кг)    |

### Бронза
| Бронза |                 |                                  |
| №      | Спортсмены      | Вид спорта (дисциплина)          |
| 1      | Морад Мохаммади | Борьба (вольная борьба до 60 кг) |

## Результаты соревнований

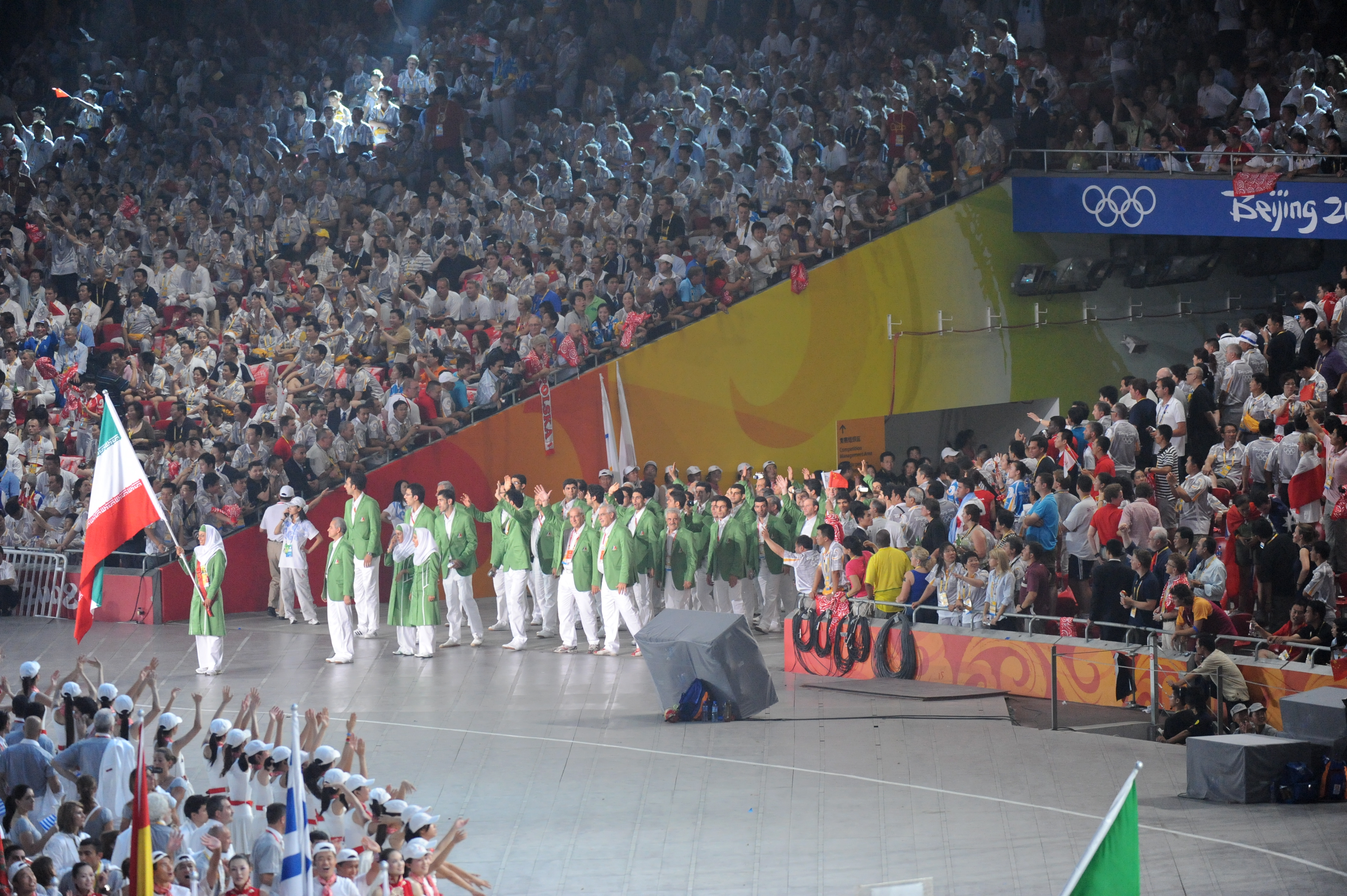
Сборная Бахрейна на церемонии открытия Олимпиады

### Академическая гребля
В следующий раунд из каждого заезда проходили несколько лучших экипажей (в зависимости от дисциплины). В финал A выходили 6 сильнейших экипажей, остальные разыгрывали места в утешительных финалах B-F.
Мужчины
| Соревнование | Спортсмены  | Предварительный заезд | Предварительный заезд | Предварительный заезд | Отборочный заезд | Отборочный заезд | Отборочный заезд | Четвертьфинал | Четвертьфинал | Четвертьфинал | Полуфинал     | Полуфинал     | Полуфинал     | Финал   | Финал   | Итоговое место |
| Соревнование | Спортсмены  | Заезд                 | Время                 | Место                 | Заезд            | Время            | Место            | Заезд         | Время         | Место         | Заезд         | Время         | Место         | Время   | Место   | Итоговое место |
| ------------ | ----------- | --------------------- | --------------------- | --------------------- | ---------------- | ---------------- | ---------------- | ------------- | ------------- | ------------- | ------------- | ------------- | ------------- | ------- | ------- | -------------- |
| одиночки     | Мохсен Шади | 1                     | 7:48,24               | 5                     | Не проводится    | Не проводится    | Не проводится    | Не участвовал | Не участвовал | Не участвовал | Полуфинал E/F | Полуфинал E/F | Полуфинал E/F | Финал E | Финал E | 25             |
| одиночки     | Мохсен Шади | 1                     | 7:48,24               | 5                     | Не проводится    | Не проводится    | Не проводится    | Не участвовал | Не участвовал | Не участвовал | 1             | 7:20,34       | 1             | 7:06,54 | 2       | 25             |

Женщины
| Спортсмен     | Разряд   | Отборочные | Отборочные | Отборочные | Четвертьфинал         | Четвертьфинал         | Четвертьфинал         | Полуфинал             | Полуфинал             | Полуфинал             | Финал   | Финал | Место |
| Спортсмен     | Разряд   | Дорожка    | Время      | Место      | Дорожка               | Время                 | Место                 | Дорожка               | Время                 | Место                 | Время   | Место | Место |
| ------------- | -------- | ---------- | ---------- | ---------- | --------------------- | --------------------- | --------------------- | --------------------- | --------------------- | --------------------- | ------- | ----- | ----- |
| Хома Хуссейни | Одиночки | 5          | 9:02,12    | 4 QE       | Закончила выступление | Закончила выступление | Закончила выступление | Закончила выступление | Закончила выступление | Закончила выступление | 8:18,20 | 4     | 26    |

- QE/F = Квалификация в полуфинал E/F
- QE = Квалификация в финал E

### Бадминтон
Мужчины
| Спортсмен     | Разряд    | 1/64                           | 1/32                 | 1/16                 | Четвертьфинал        | Полуфинал            | Финал                | Место |
| ------------- | --------- | ------------------------------ | -------------------- | -------------------- | -------------------- | -------------------- | -------------------- | ----- |
| Кавех Мехраби | одиночный | Се Юйсин Пор 0-2 (16-21,12-21) | Закончил выступление | Закончил выступление | Закончил выступление | Закончил выступление | Закончил выступление | 33    |

### Баскетбол
Мужчины
| Состав | Групповой этап       | Групповой этап | Четвертьфинал         | Полуфинал             | Финал                 | Место |
| Состав | Группа A             | Место          | Четвертьфинал         | Полуфинал             | Финал                 | Место |
| --- | -------------------- | -------------- | --------------------- | --------------------- | --------------------- | ----- |
| Али Дорагхи Амир Амини Джавад Давари Мехди Камрани Саид Даварпанах Иман Занди Хамед Афагх Хамед Сохрабнеджад Ошин Сахакиан Муса Набипур Самад Никхах Бахрами (к) Хамед Хаддади Тренер: Ражко Тороман | Россия Пор 49-71     | 6              | Закончила выступление | Закончила выступление | Закончила выступление | 11    |
| Али Дорагхи Амир Амини Джавад Давари Мехди Камрани Саид Даварпанах Иман Занди Хамед Афагх Хамед Сохрабнеджад Ошин Сахакиан Муса Набипур Самад Никхах Бахрами (к) Хамед Хаддади Тренер: Ражко Тороман | Литва Пор 67-99      | 6              | Закончила выступление | Закончила выступление | Закончила выступление | 11    |
| Али Дорагхи Амир Амини Джавад Давари Мехди Камрани Саид Даварпанах Иман Занди Хамед Афагх Хамед Сохрабнеджад Ошин Сахакиан Муса Набипур Самад Никхах Бахрами (к) Хамед Хаддади Тренер: Ражко Тороман | Австралия Пор 68-106 | 6              | Закончила выступление | Закончила выступление | Закончила выступление | 11    |
| Али Дорагхи Амир Амини Джавад Давари Мехди Камрани Саид Даварпанах Иман Занди Хамед Афагх Хамед Сохрабнеджад Ошин Сахакиан Муса Набипур Самад Никхах Бахрами (к) Хамед Хаддади Тренер: Ражко Тороман | Аргентина Пор 82-97  | 6              | Закончила выступление | Закончила выступление | Закончила выступление | 11    |
| Али Дорагхи Амир Амини Джавад Давари Мехди Камрани Саид Даварпанах Иман Занди Хамед Афагх Хамед Сохрабнеджад Ошин Сахакиан Муса Набипур Самад Никхах Бахрами (к) Хамед Хаддади Тренер: Ражко Тороман | Хорватия Пор 57-91   | 6              | Закончила выступление | Закончила выступление | Закончила выступление | 11    |

### Бокс
| Спортсмен          | В/К      | 1/32                   | 1/16                  | Четвертьфинал        | Полуфинал            | Финал                | Место |
| ------------------ | -------- | ---------------------- | --------------------- | -------------------- | -------------------- | -------------------- | ----- |
| Мортеза Сепахванди | До 64 кг | Хамза Хассини Поб 16-4 | Ионуц Георге Поб 8-4  | Феликс Диас Пор 6-11 | Закончил выступление | Закончил выступление | 5     |
| Мехди Горбани      | До 81 кг | Карлос Колон Пор 4-13  | Закончил выступление  | Закончил выступление | Закончил выступление | Закончил выступление | 17    |
| Али Мазахери       | До 91 кг |                        | Рахим Чахкиев Пор 3-7 | Закончил выступление | Закончил выступление | Закончил выступление | 9     |

### Борьба
Вольная борьба. Мужчины
| Спортсмен             | В/К       | Квалификация                         | 1/8 финала                           | Четвертьфинал                        | Полуфинал                        | Финал                | Место |
| --------------------- | --------- | ------------------------------------ | ------------------------------------ | ------------------------------------ | -------------------------------- | -------------------- | ----- |
| Аббас Даббагхи        | до 55 кг  |                                      | Фредди Серрано Поб 2-1 (1-0,1-1,5-1) | Бесик Кудухов Пор 0-2 (0-6,0-1)      | Закончил выступление             | Закончил выступление | 10    |
| Морад Мохаммади       | до 60 кг  |                                      | Хассан Мадани Поб 2-0 (7-0,2-0)      | Саид Азарбайджани Поб 2-0 (1-0,1-0)  | Мавлет Батиров Пор 0-2 (0-1,0-1) | Закончил выступление |       |
| Мехди Тагави          | до 66 кг  |                                      | Хайслан Гарсия Поб 2-1 (0-1,1-1,2-0) | Рамазан Шахин Пор 0-2 (0-3,0-1)      | Закончил выступление             | Закончил выступление | 10    |
| Мейсам Мустафа Джокар | до 74 кг  |                                      | Кирил Терзиев Пор 0-2 (0-3,1-3)      | Закончил выступление                 | Закончил выступление             | Закончил выступление | 19    |
| Реза Яздани           | до 84 кг  | Радослав Хорбик Поб 2-0 (1-0,3-1)    | Науруз Темрезов Пор Fall             | Закончил выступление                 | Закончил выступление             | Закончил выступление | 11    |
| Саид Эбрахими         | до 96 кг  |                                      | Салех Эмара Поб 2-0 (4-3,2-1)        | Георгий Гогшелидзе Пор 0-2 (0-3,0-1) | Закончил выступление             | Закончил выступление | 10    |
| Фардин Масуми         | до 120 кг | Лоуренс Ланговский Поб 2-0 (6-0,6-0) | Бахтияр Ахмедов Пор Fall             | Закончил выступление                 | Закончил выступление             | Закончил выступление | 5     |

| Спортсмен       | В/К       | Утешительный этап 1                    | Утешительный этап 2                  | Бой за бронзу                       |
| --------------- | --------- | -------------------------------------- | ------------------------------------ | ----------------------------------- |
| Морад Мохаммади | до 60 кг  |                                        |                                      | Зелимхан Хусейнов Поб 2-0 (2-0,3-1) |
| Мехди Тагави    | до 66 кг  |                                        | Хеандри Гарсон Пор 1-2 (4-1,0-2,0-2) | Закончил выступление                |
| Фардин Масуми   | до 120 кг | Божидар Бояджиев Поб 2-1 (0-1,2-0,4-2) | Стив Мокко Поб 2-0 (3-1,4-1)         | Марид Муталимов Пор 0-2 (3-8,1-1)   |

Греко-римская борьба. Мужчины
| Спортсмен        | В/К       | Квалификация                             | 1/8 финала                              | Четвертьфинал                       | Полуфинал            | Финал                | Место |
| ---------------- | --------- | ---------------------------------------- | --------------------------------------- | ----------------------------------- | -------------------- | -------------------- | ----- |
| Хамид Сориан     | до 55 кг  | Венелин Венков Поб Fall                  | Тулоп Элвейс Поб 2-0 (8-0,6-0)          | Назир Манкиев Пор 1-2 (2-2,1-1,1-1) | Закончил выступление | Закончил выступление | 5     |
| Али Мохаммади    | до 66 кг  | Ким Мин Чхоль Поб 2-0 (1-1,1-1)          | Михаил Семёнов Пор 1-2 (0-2,4-0,1-1)    | Закончил выступление                | Закончил выступление | Закончил выступление | 11    |
| Саман Тахмасеби  | до 84 кг  |                                          | Александр Дараган Поб 2-1 (4-0,1-2,3-0) | Назми Авлуджа Пор 0-2 (2-2,0-3)     | Закончил выступление | Закончил выступление | 11    |
| Гасем Резаи      | до 96 кг  | Миндаугас Езерскис Пор 1-2 (1-1,2-1,1-1) | Закончил выступление                    | Закончил выступление                | Закончил выступление | Закончил выступление | 16    |
| Масуд Хашем Заде | до 120 кг |                                          | Хасан Бароев Пор 0-2 (0-3,0-6)          | Закончил выступление                | Закончил выступление | Закончил выступление | 15    |

| Спортсмен        | В/К       | Утешительный этап 1 | Утешительный этап 2                       | Бой за бронзу                 |
| ---------------- | --------- | ------------------- | ----------------------------------------- | ----------------------------- |
| Хамид Сориан     | до 55 кг  |                     | Кристиан Фрис Поб 2-0 (5-0,1-1)           | Пак Ынчхоль Пор 0-2 (1-1,2-2) |
| Масуд Хашем Заде | до 120 кг |                     | Миндаугас Мижгайтис Пор 1-2 (1-1,1-1,1-2) | Закончил выступление          |

### Велоспорт

#### Шоссейный велоспорт
Мужчины
| Спортсмен      | Дисциплина           | Время                 | Место          |
| -------------- | -------------------- | --------------------- | -------------- |
| Хуссейн Аскари | Групповая гонка      | 6:34:22 (+10:33)      | 51             |
| Хуссейн Аскари | Индивидуальная гонка | 1:08:46.30 (+6:34.87) | 34             |
| Хадер Мизбани  | Групповая гонка      | 6:39:42 (+15:53)      | 78             |
| Мехди Сухраби  | Групповая гонка      | Не финишировал        | Не финишировал |

### Водные виды спорта

#### Плавание
Мужчины
| Спортсмен          | Дисциплина   | Предварительные | Предварительные | Полуфинал            | Полуфинал            | Финал                | Финал                |
| Спортсмен          | Дисциплина   | Время           | Место           | Время                | Место                | Время                | Место                |
| ------------------ | ------------ | --------------- | --------------- | -------------------- | -------------------- | -------------------- | -------------------- |
| Мохаммад Алирезаеи | 100 м, брасс | Не стартовал    | Не стартовал    | Закончил выступление | Закончил выступление | Закончил выступление | Закончил выступление |

### Дзюдо
Мужчины
| Спортсмен              | В/К       | 1/64 | 1/32                           | 1/16                            | Четвертьфинал                  | Полуфинал                    | Финал                | Место |
| ---------------------- | --------- | ---- | ------------------------------ | ------------------------------- | ------------------------------ | ---------------------------- | -------------------- | ----- |
| Масуд Хаджи Ахондзадех | До 60 кг  |      | Пок Драксич Поб 0110-0010      | Цой Мин Хо Пор 0000-1000        | Закончил выступление           | Закончил выступление         | Закончил выступление | 9     |
| Араш Миресмаэйли       | До 66 кг  |      | Томаш Адамец Поб 0001-0000     | Масато Утисиба Пор 0000-0020    | Закончил выступление           | Закончил выступление         | Закончил выступление | 9     |
| Али Малумат            | До 73 кг  |      | Юсуки Канамуру Поб 1001-0001   | Пина Жоао Поб 0111-0001         | Дашдава Гантумур Поб 1100-0010 | Эльнур Мамедли Пор 0000-1000 | Закончил выступление | 5     |
| Хамед Малекмохаммади   | До 81 кг  |      | Аляз Седеж Поб 1000-0000       | Тиаго Камило Пор 0000-1010      | Закончил выступление           | Закончил выступление         | Закончил выступление | -     |
| Хоссейн Гхоми          | До 90 кг  |      | Андрей Казусёнок Пор 0000-1110 | Закончил выступление            | Закончил выступление           | Закончил выступление         | Закончил выступление | -     |
| Мохаммад Реза Рудаки   | От 100 кг |      | Юрий Рыбак Поб 1001-0001       | Тормодур Джонссон Поб 1000-0001 | Лаша Гуджеджиани Пор 0000-0011 | Закончил выступление         | Закончил выступление | 5     |

| Спортсмен              | В/К       | Утешительный этап 1 | Утешительный этап 2              | Утешительный этап 3             | Утешительный финал            | Bronze medal contest            |
| ---------------------- | --------- | ------------------- | -------------------------------- | ------------------------------- | ----------------------------- | ------------------------------- |
| Масуд Хаджи Ахондзадех | До 60 кг  |                     | Мигель Альбаррасин Поб 0020-0002 | Ришод Собиров Пор 0001-0010     | Закончил выступление          | Закончил выступление            |
| Араш Миресмаэйли       | До 66 кг  |                     | Хуан Хасинто Поб 0011-0000       | Мирали Шарипов Пор 0001-0010    | Закончил выступление          | Закончил выступление            |
| Али Малумат            | До 73 кг  |                     |                                  |                                 |                               | Леандро Гуилхейро Пор 0000-1000 |
| Мохаммад Реза Рудаки   | От 100 кг |                     |                                  | Даниэль Маккормик Поб 1001-0001 | Тамерлан Тменов Поб 1010-0001 | Оскар Брайсон Пор 0000-0200     |

### Лёгкая атлетика
Мужчины
| Спортсмен             | Дисциплина | Этап 1  | Этап 1  | Этап 1 | Полуфинал            | Полуфинал            | Полуфинал            | Финал                | Финал                | Место |
| Спортсмен             | Дисциплина | Дорожка | Время   | Место  | Дорожка              | Время                | Место                | Время                | Место                | Место |
| --------------------- | ---------- | ------- | ------- | ------ | -------------------- | -------------------- | -------------------- | -------------------- | -------------------- | ----- |
| Эхсан Мохаджер Шоджаи | 800 метров | 1       | 1:49,25 | 8      | Закончил выступление | Закончил выступление | Закончил выступление | Закончил выступление | Закончил выступление | 50    |
| Саджад Моради         | 800 метров | 8       | 1:46,10 | 6 К    | 2                    | 1:46,08              | 5                    | Закончил выступление | Закончил выступление | 11    |

| Спортсмен     | Дисциплина    | Квалификация | Квалификация | Финал                | Финал                |
| Спортсмен     | Дисциплина    | Результат    | Место        | Результат            | Место                |
| ------------- | ------------- | ------------ | ------------ | -------------------- | -------------------- |
| Амин Никфар   | Толкание ядра | No mark      | No mark      | Закончил выступление | Закончил выступление |
| Эхсан Хаддади | Метание диска | 61,34        | 17           | Закончил выступление | Закончил выступление |
| Аббас Самими  | Метание диска | 59,92        | 26           | Закончил выступление | Закончил выступление |

| Спортсмен      | Дисциплина  | 100м      | ПД       | ТЯ        | ПВ       | 400м      | 110м с барьерами | МД        | ПШ       | МК        | 1500 м      | Всего | Место |
| -------------- | ----------- | --------- | -------- | --------- | -------- | --------- | ---------------- | --------- | -------- | --------- | ----------- | ----- | ----- |
| Хади Сепехрзад | Десятиборье | 10,92 878 | 6,80 767 | 16,02 852 | 1,90 714 | 50,75 780 | 14,64 894        | 50,32 877 | 4,00 617 | 49,56 582 | 5:06,67 522 | 7483  | 22    |

### Настольный теннис
Мужчины
| Спортсмен     | Дисциплина | Отборочный             | Этап 1               | Этап 2               | Этап 3               | Этап 4               | Четвертьфинал        | Полуфинал            | Финал                | Место |
| ------------- | ---------- | ---------------------- | -------------------- | -------------------- | -------------------- | -------------------- | -------------------- | -------------------- | -------------------- | ----- |
| Афшин Нороузи | одиночный  | Михай Бобочика Пор 2-4 | Закончил выступление | Закончил выступление | Закончил выступление | Закончил выступление | Закончил выступление | Закончил выступление | Закончил выступление | 65    |

### Стрельба из лука
Мужчины
| Спортсмен        | Разряд    | Пристрелка | Пристрелка | 1/32                           | 1/16            | 1/8             | Четвертьфинал   | Полуфинал       | Финал           | Место |
| Спортсмен        | Разряд    | Очков      | Место      | 1/32                           | 1/16            | 1/8             | Четвертьфинал   | Полуфинал       | Финал           | Место |
| ---------------- | --------- | ---------- | ---------- | ------------------------------ | --------------- | --------------- | --------------- | --------------- | --------------- | ----- |
| Ходжатолла Ваези | Одиночный | 604        | 63         | Мангал Сингх Чампия Пор 98-112 | Did not advance | Did not advance | Did not advance | Did not advance | Did not advance | 60    |

Women
| Спортсмен     | Разряд    | Пристрелка | Пристрелка | 1/32                    | 1/16                  | 1/8                   | Четвертьфинал         | Полуфинал             | Финал                 | Место |
| Спортсмен     | Разряд    | Очков      | Место      | 1/32                    | 1/16                  | 1/8                   | Четвертьфинал         | Полуфинал             | Финал                 | Место |
| ------------- | --------- | ---------- | ---------- | ----------------------- | --------------------- | --------------------- | --------------------- | --------------------- | --------------------- | ----- |
| Наджмех Абтин | Одиночный | 568        | 60         | Квон Ун Силь Пор 96-106 | Закончила выступление | Закончила выступление | Закончила выступление | Закончила выступление | Закончила выступление | 62    |

### Тхэквондо
Мужчины
| Спортсмен     | В/К      | 1/16                     | Четвертьфинал        | Полуфинал             | Финал                   | Место |
| ------------- | -------- | ------------------------ | -------------------- | --------------------- | ----------------------- | ----- |
| Реза Надериан | до 58 кг | Марсиу Венсеслау Пор 1-2 | Закончил выступление | Закончил выступление  | Закончил выступление    | 11    |
| Хади Саеи     | До 80 кг | Дипак Биста Поб 7-0      | Чжу Го Поб 3-2       | Рашад Ахмедов Поб 4-1 | Мауро Сармьенто Поб 6-4 |       |

Женщины
| Спортсмен       | В/К      | 1/16                  | Четвертьфинал      | Полуфинал             | Финал                 | Место |
| --------------- | -------- | --------------------- | ------------------ | --------------------- | --------------------- | ----- |
| Сара Хош-Джамал | до 49 кг | Гизлан Тудали Поб 5-0 | Ян Шу Чунь Пор 0-2 | Закончила выступление | Закончила выступление | 9     |

### Тяжёлая атлетика
Мужчины
| Спортсмен        | В/К       | Рывок | Рывок | Рывок | Рывок     | Толчок | Толчок | Толчок | Толчок    | Сумма | Место |
| Спортсмен        | В/К       | 1-я   | 2-я   | 3-я   | Результат | 1-я    | 2-я    | 3-я    | Результат | Сумма | Место |
| ---------------- | --------- | ----- | ----- | ----- | --------- | ------ | ------ | ------ | --------- | ----- | ----- |
| Асгар Эбрахими   | до 94 кг  | 180   | 184   | 184   | 180       | 212    | 212    | 217    | 212       | 392   | 7     |
| Мохсен Биранванд | до 105 кг | 180   | 180   | 184   | 180       | 210    | 210    | 216    | 210       | 390   | 10    |
| Рашид Шарифи     | от 105 кг | 188   | 192   | 196   | 196       | 230    | 238    | 238    | 230       | 426   | 6     |